# (207690) 2007 RE19
2007 أر إي 19 (ويعرف أيضًا باسم (207690) 2007 أر إي 19 وفق تسمية الكوكب الصغير) (بالإنجليزية: 2007 RE19)‏ هو كويكب ضمن حزام الكويكبات؛ وترتيبه 207690 من حيث الاكتشاف.
اكتُشف هذا الجُرم الفلكي بواسطة جيمس ويتني يونغ في 14 سبتمبر 2007.

## وصلات خارجية
- (207690) 2007 RE19 في قاعدة بيانات مختبر الدفع النفاث لأجرام النظام الشمسي الصغيرة

- الاكتشاف · مخطط المدار ·  العناصر المدارية · المعلمات المادية

- (207690) 2007 RE19 على موقع ويكي سكاي: DSS2, SDSS, GALEX, IRAS, Hydrogen α, X-Ray, Astrophoto, Sky Map, Articles and images